# Ouraque

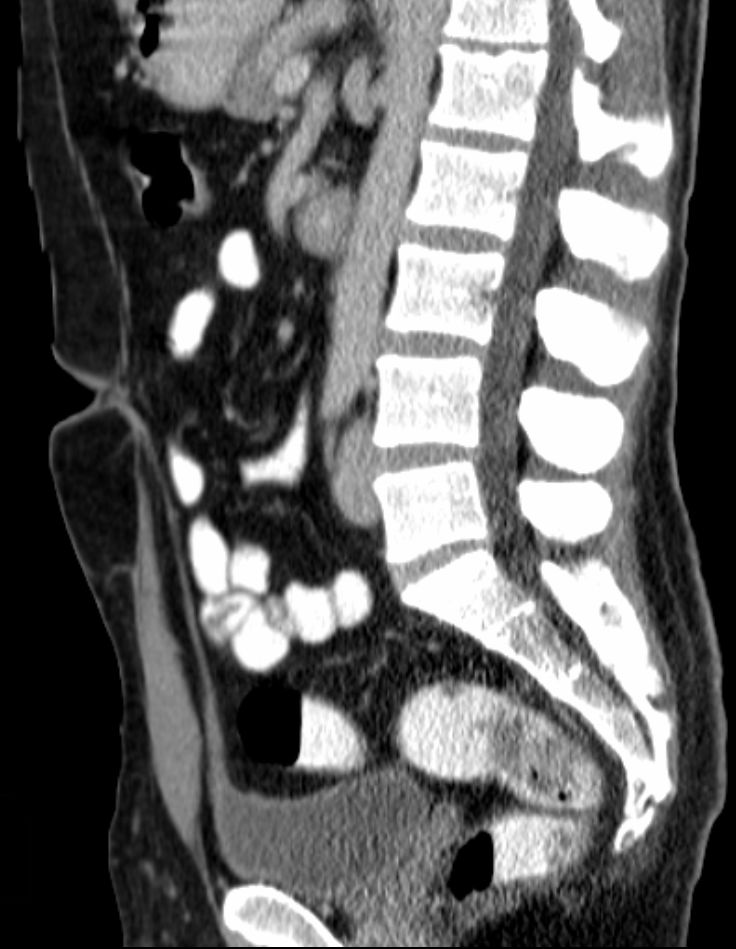
Coupe scanographique sagittale montrant l'ouraque sur toute sa hauteur. Ce cordon fibreux s'étend en avant et en haut de la vessie sur la ligne médiane jusqu'au nombril.

L’ouraque est un cordon fibreux joignant le pôle antéro-supérieur de la vessie à l'ombilic.

## Origine
L'ouraque est un cordon fibreux creux mais borgne (fermeture physiologique des deux extrémités) présent dans l'abdomen, chez l'humain, et reliant la vessie à l'ombilic. C'est le vestige du canal allantoïdien, qui relie chez l'embryon le cloaque au cordon ombilical, et qui régresse à partir de la 6e semaine ; sa fermeture est normalement complète à la naissance.

## Pathologies et anomalies
- Fistule de l'ouraque : urgence néonatale dans laquelle l'urine s'écoule par l'ombilic.
- Kyste de l'ouraque : n'est une pathologie qu'en cas de complications infectieuses
- Sinus de l'ouraque : canalisation d'une extrémité de l'ouraque
- Diverticule de l'ouraque : la fermeture du canal est incomplète dans la partie débouchant dans la vessie. Passe souvent inaperçu.
- Cancer de l'ouraque